# Etmopterus robinsi
Etmopterus robinsi és una espècie de peix de la família dels dalàtids i de l'ordre dels esqualiforms.

## Morfologia
- Els mascles poden assolir 31 cm de longitud total.[3][4]

## Reproducció
És ovovivípar.

## Hàbitat
És un peix marí d'aigües profundes que viu entre 400–800 m de fondària.

## Distribució geogràfica
Es troba des del nord-est de Florida i l'Estret de Florida (Estats Units) fins a Nicaragua, la Hispaniola i el nord de les Antilles Menors.